# Ineke van Dijk
Maria Antoinetta (Ineke) van Dijk (Gouda, 19 mei 1940) is een Nederlandse beeldhouwer.

## Leven en werk
Op 16-jarige leeftijd startte zij haar opleiding bij de beeldhouwer Jaap Kaas aan de Academie van Beeldende Kunsten en Technische Wetenschappen in Rotterdam. Zij voltooide haar opleiding bij Fred Carasso aan de Jan van Eyck Academie in Maastricht.
In augustus 1962 hield Van Dijk haar eerste expositie; het jaar waarin zij ook haar eerste grote opdracht uitvoerde. Naast vrij werk maakt zij beelden, reliëfs, portretten, penningen en prijzen in opdracht voor particulieren, gemeentelijke instellingen en bedrijven. Deze worden hoofdzakelijk in brons uitgevoerd.In de loop der jaren specialiseerde Ineke van Dijk zich in onderwerpen als mens en dier. Vooral ballet, geïnspireerd door onder andere het Nederlands Dans Theater. Zij brengt haar emoties tot uitdrukking in een geabstraheerd realisme.
Van Dijk exposeerde in binnen- en buitenland. Haar werk bevindt in vele landen van West-Europa, alsmede in Polen (het Penningen Museum), Amerika en Maleisië. Zij voerde ook vele opdrachten uit voor bedrijven in Nederland.

## Werken (selectie)
Zij voerde in diverse plaatsen opdrachten uit, zoals in:
- 1977 Oudewater, Herman de Man, monument
- 1980 Ardêche, Borstbeeld Joseph Luns in Europees Centrum, Frankrijk
- 1982 Afsluitdijk, De Steenzetter ter gelegenheid van 50 jaar Afsluitdijk
- 1986 Amersfoort, Twee dansende vrouwen bij kantoor Raad van Arbeid (ca. 2006 herplaatst bij het kantoor van de Sociale Verzekeringsbank, Utrecht)
- 1987 Amsterdam, Borstbeeld Herman van Veen in Carré
- 1988 Gouda, De Kaasboerin ter gelegenheid van opening winkelcentrum "Nieuwe Markt"
- 1990 Naarden, Boogschutter, Hagemeyer Award. 1e jaar aangeboden aan Haagtechno BV 's-Hertogenbosch - Daarna o.a. aan ARM Amsterdam en aan Hagemeyer Singapore
- 1991 Amsterdam, Max Havelaar Award, 1e jaar uitgereikt aan UMC St Radboud te Nijmegen.
- 1991 's-Hertogenbosch, Overdracht voor het gebouw van het CIBB in het Pettelaarpark
- 1992 Amsterdam, Dans, reliëf voor het Nederlands Tijdschrift voor Geneeskunde
- 1993 Zoetermeer, Drie generaties Van der Spek t.g.v. 100-jarig bestaan. Plastiek op glas, in samenwerking met Marus van der Made
- 1995 Schiedam, De Scheepsklinker, aan de Nieuwe Maas bij het Schreiershuisje.
- 1996 Gorinchem, Stadhuis engelen hangend in de hal van het stadhuis
- 1997 Amsterdam, Borstbeeld Paul Huf, fotograaf
- 1997 Groningen, NVTG Award "Beter bouwen in de gezondheidszorg"
- 1997 Groot-Ammers, Ooievaars reliëf, kantoor Joh. Mourik & Co. Holding BV
- 1998 Oudewater, heksen, vliegend naar het centrum, op een 7 m hoge paal,
- 1998 Gouda, Aalscholver in de fontein van het Gedenkteken A. A. van Bergen IJzendoorn
- 2000 Vliegveld Ypenburg, Herdenkingsmonument t.g.v. het begin van de Tweede Wereldoorlog
- 2000 Stolwijk, Vogels op een paal in het water en op de wand t.g.v. opening nieuwe kantoor De Vries en Verburg
- 2003 Ammerstol, Herdenkingsmonument t.g.v. gevallenen Tweede Wereldoorlog
- 2004 Venlo, De drie vrouwen, Auxiliatrixpark

## Fotogalerij

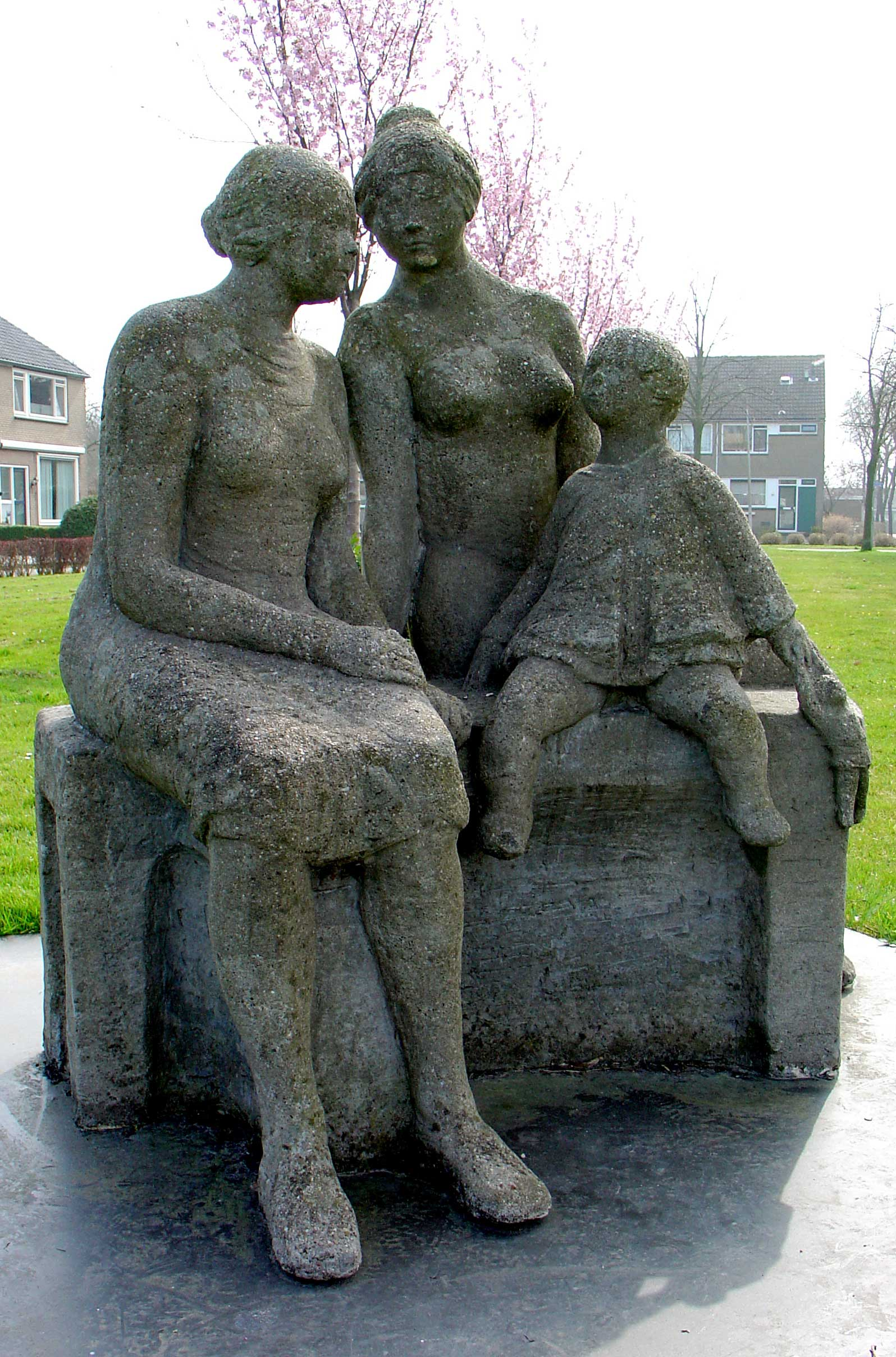
Drie generaties (1965), Stolwijk
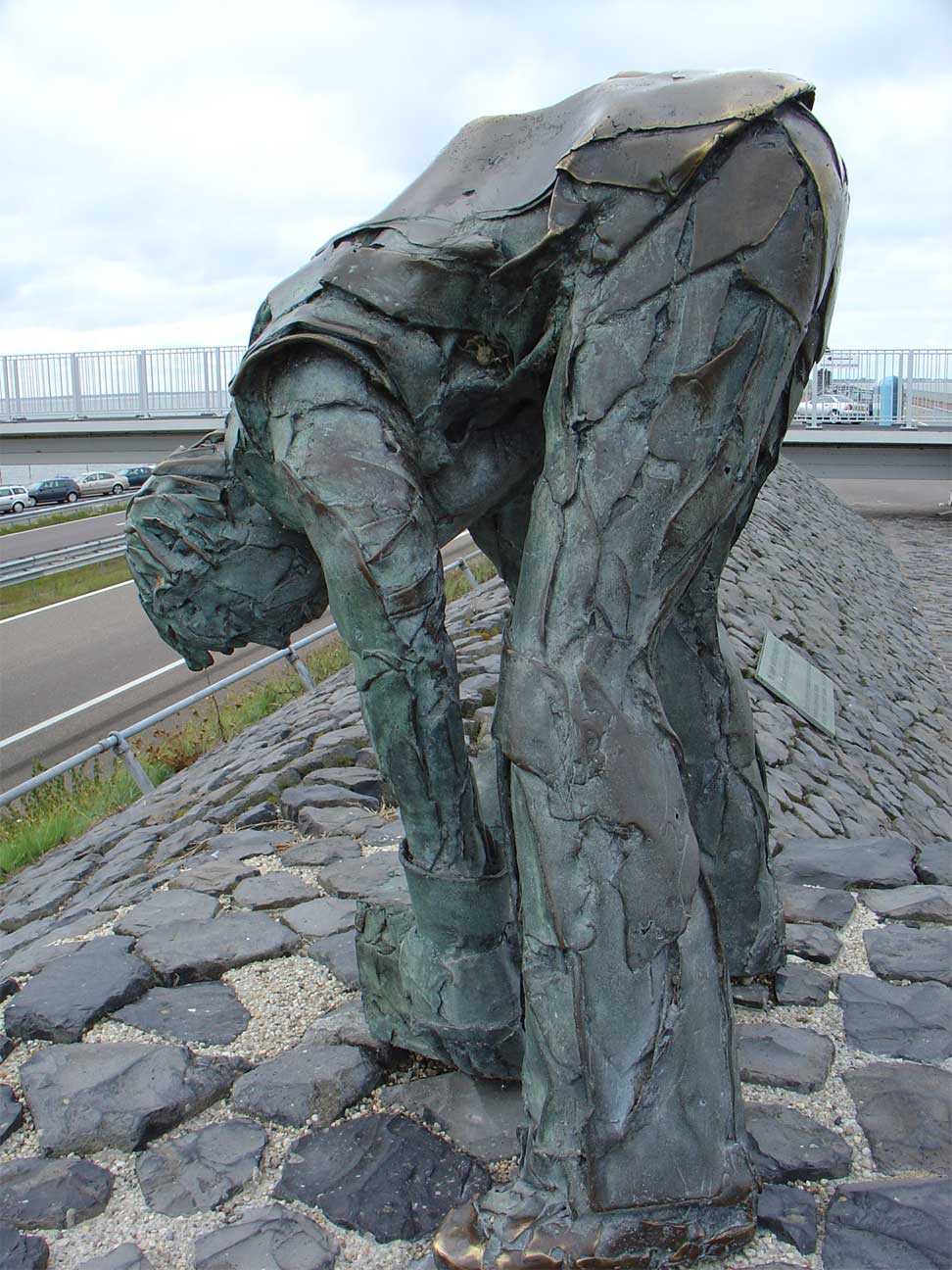
De Steenzetter (1982), Afsluitdijk
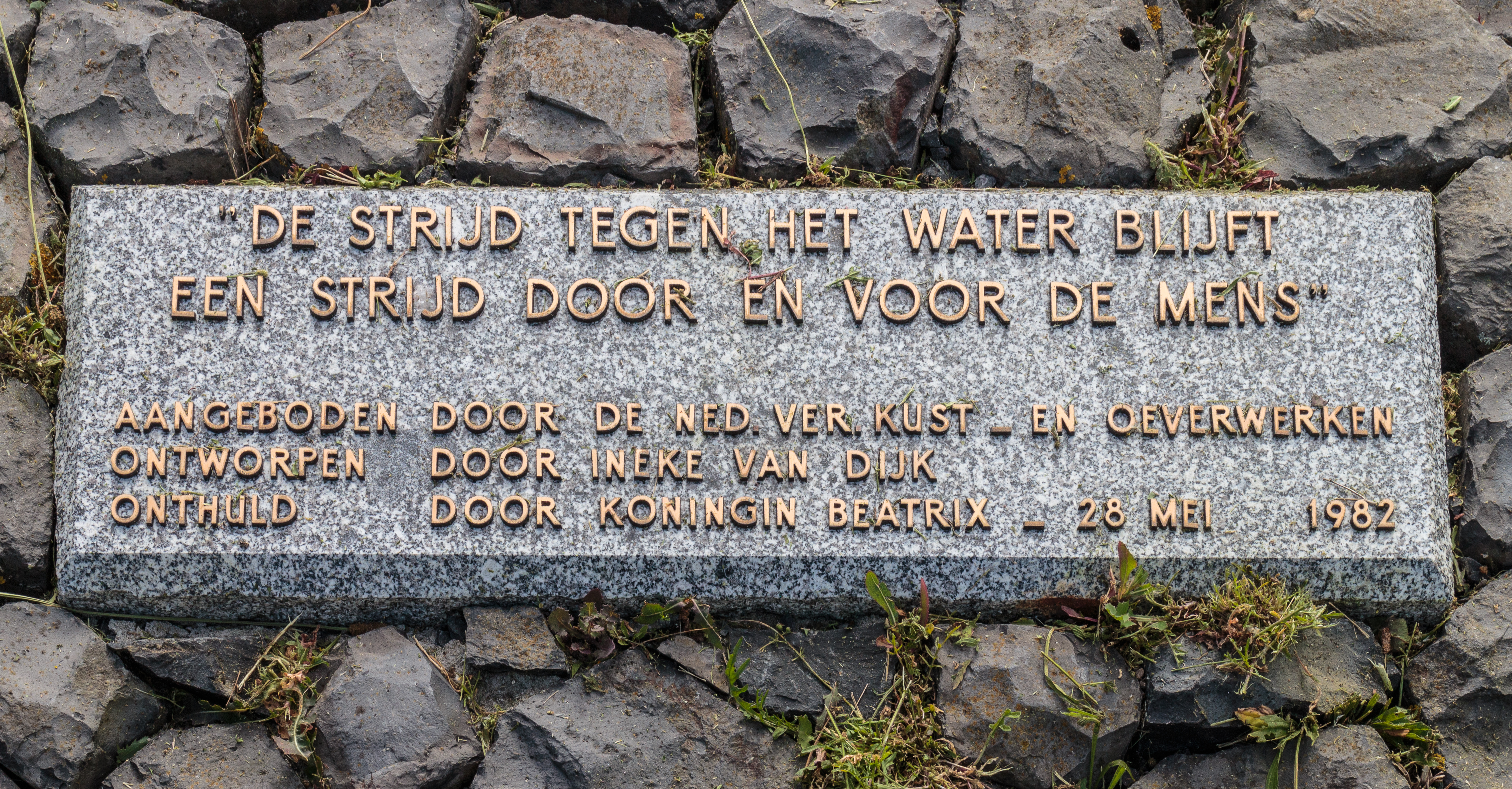
Plaquette bij De Steenzetter
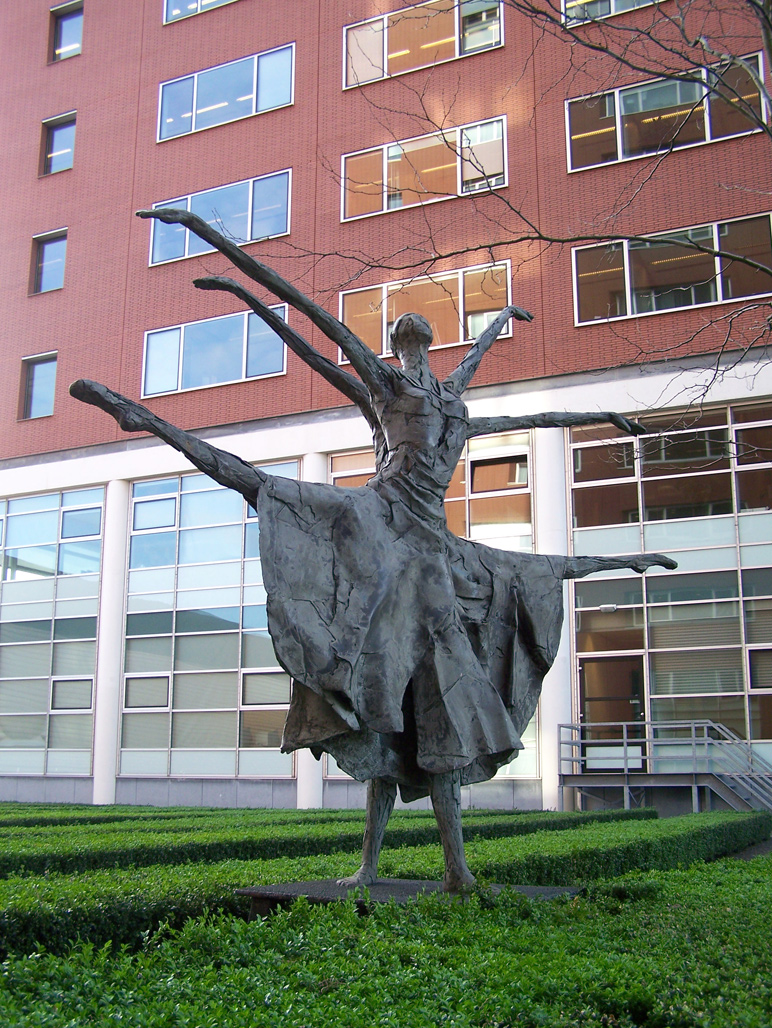
Twee dansende vrouwen (1986), SVB, Utrecht
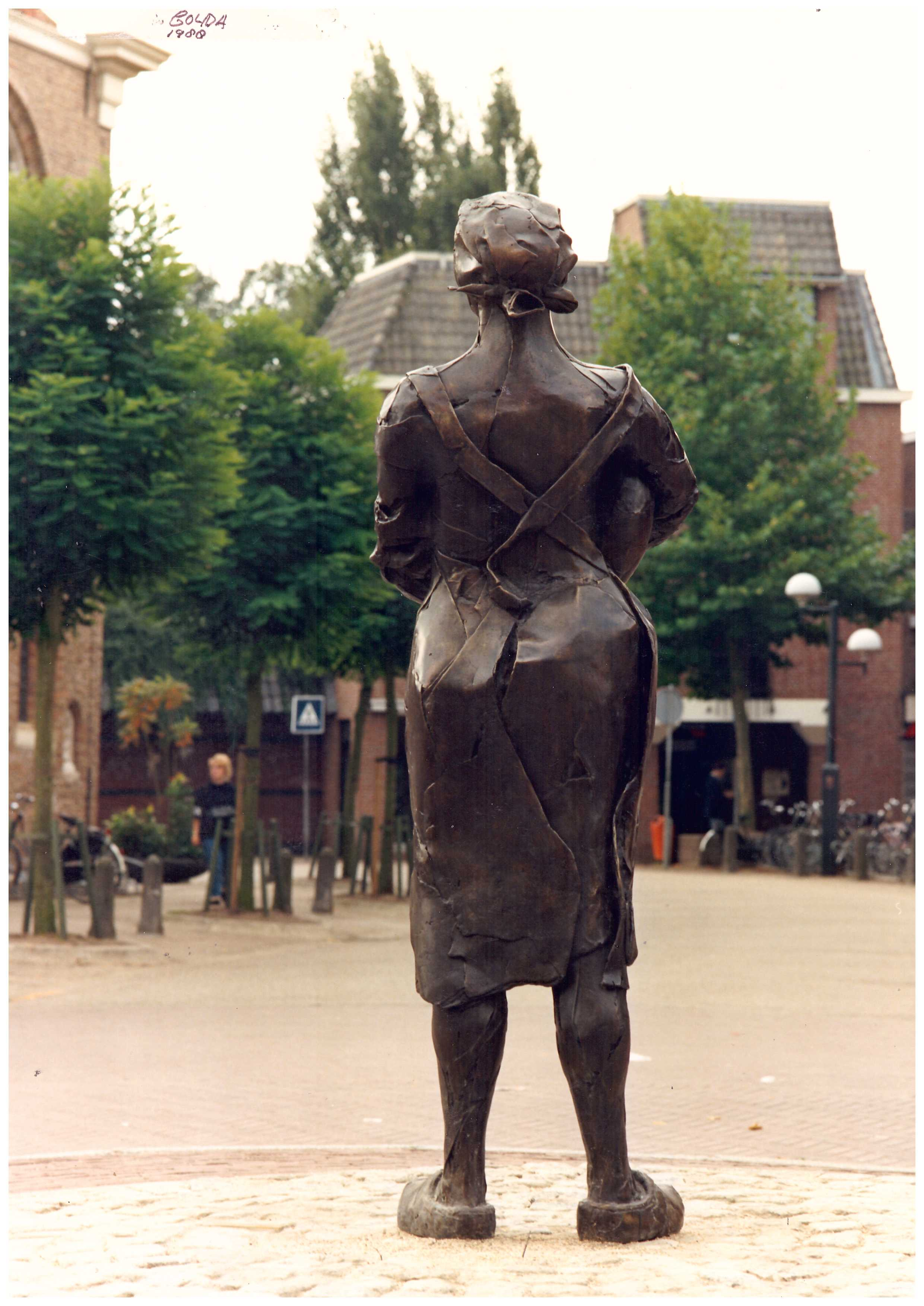
Kaasboerin (1988), t.g.v. opening winkelcentrum "Nieuwe Markt", Gouda
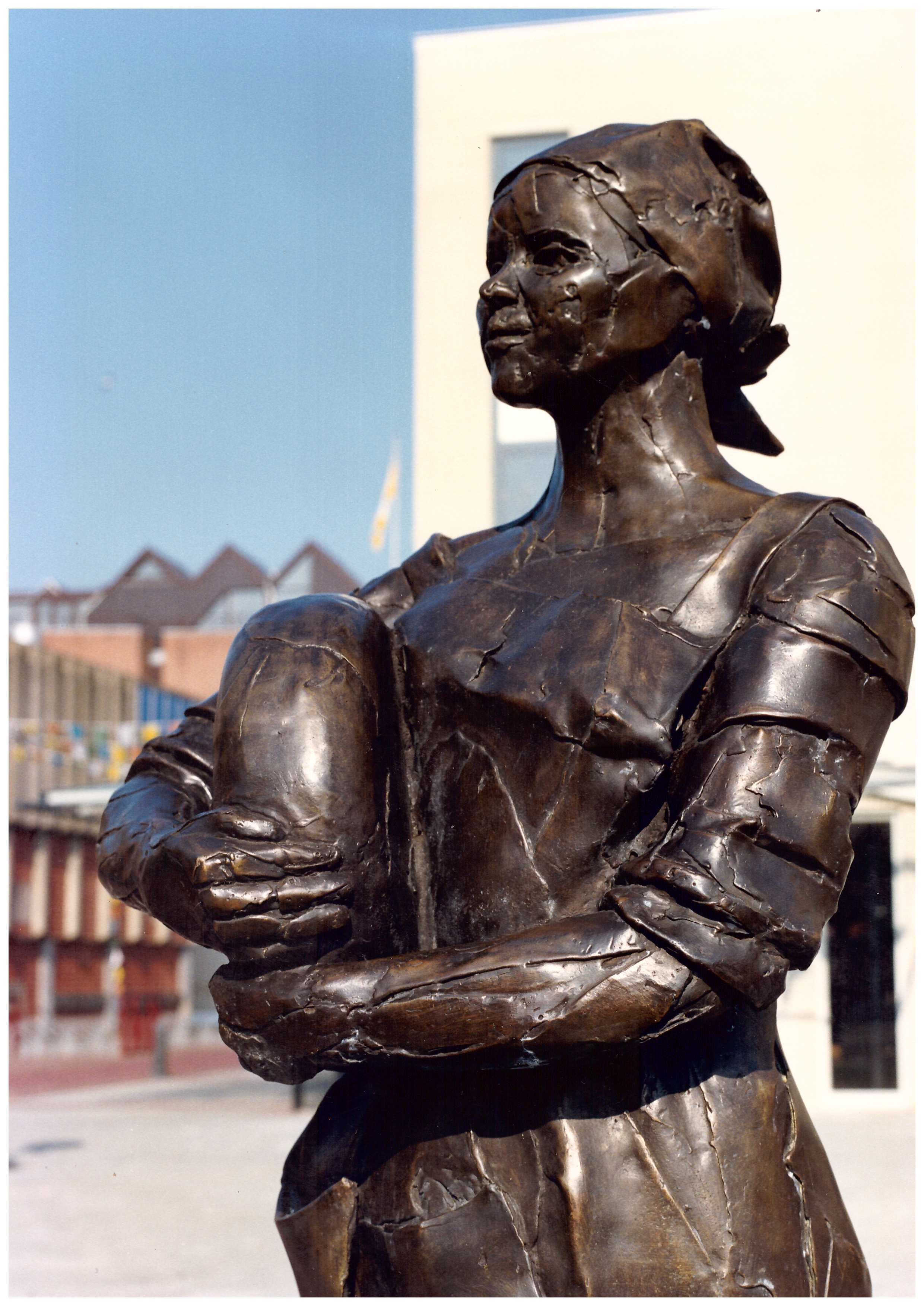
Kaasboerin (1988), t.g.v. opening winkelcentrum "Nieuwe Markt", Gouda
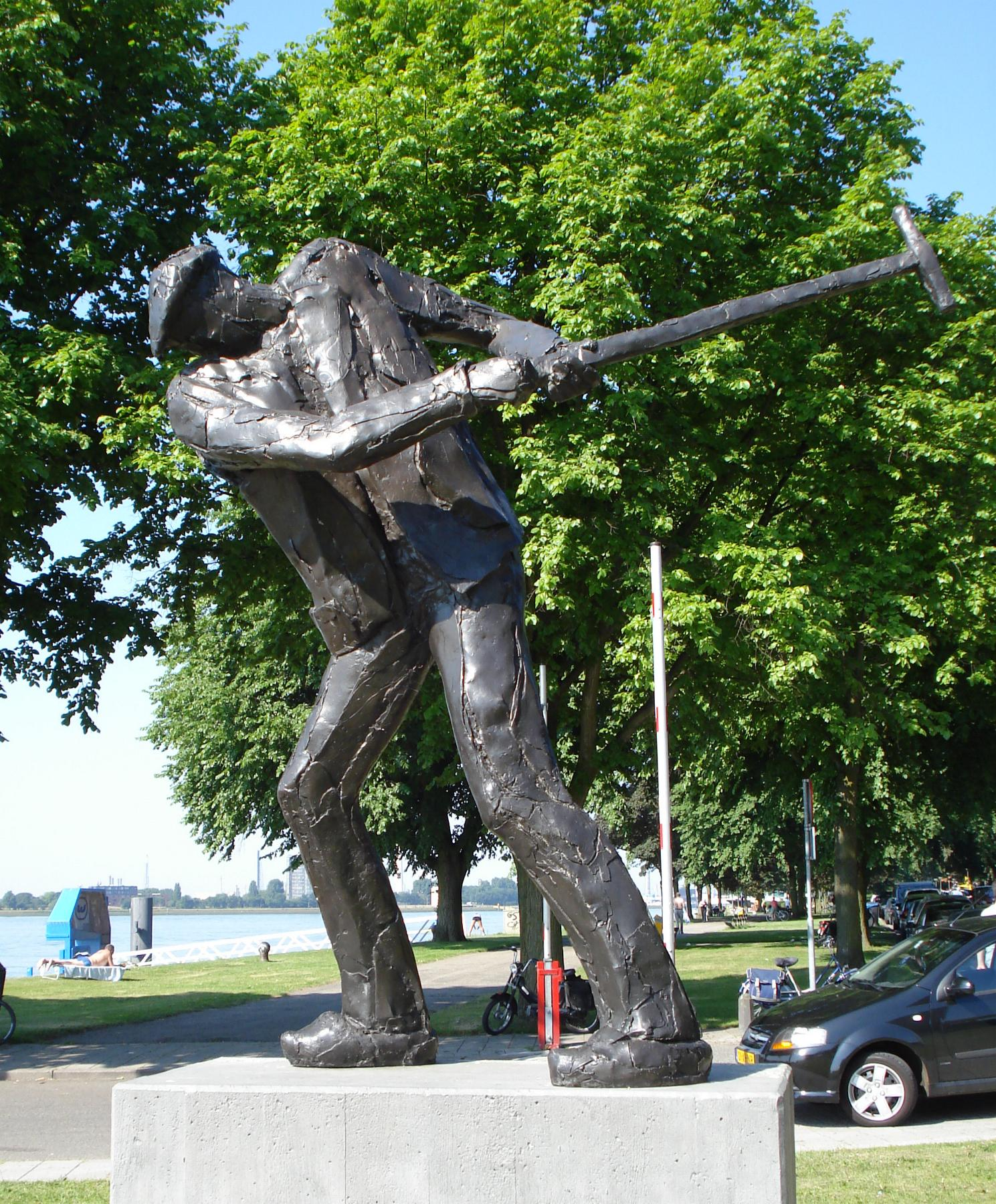
Scheepsklinker (1995), Schiedam
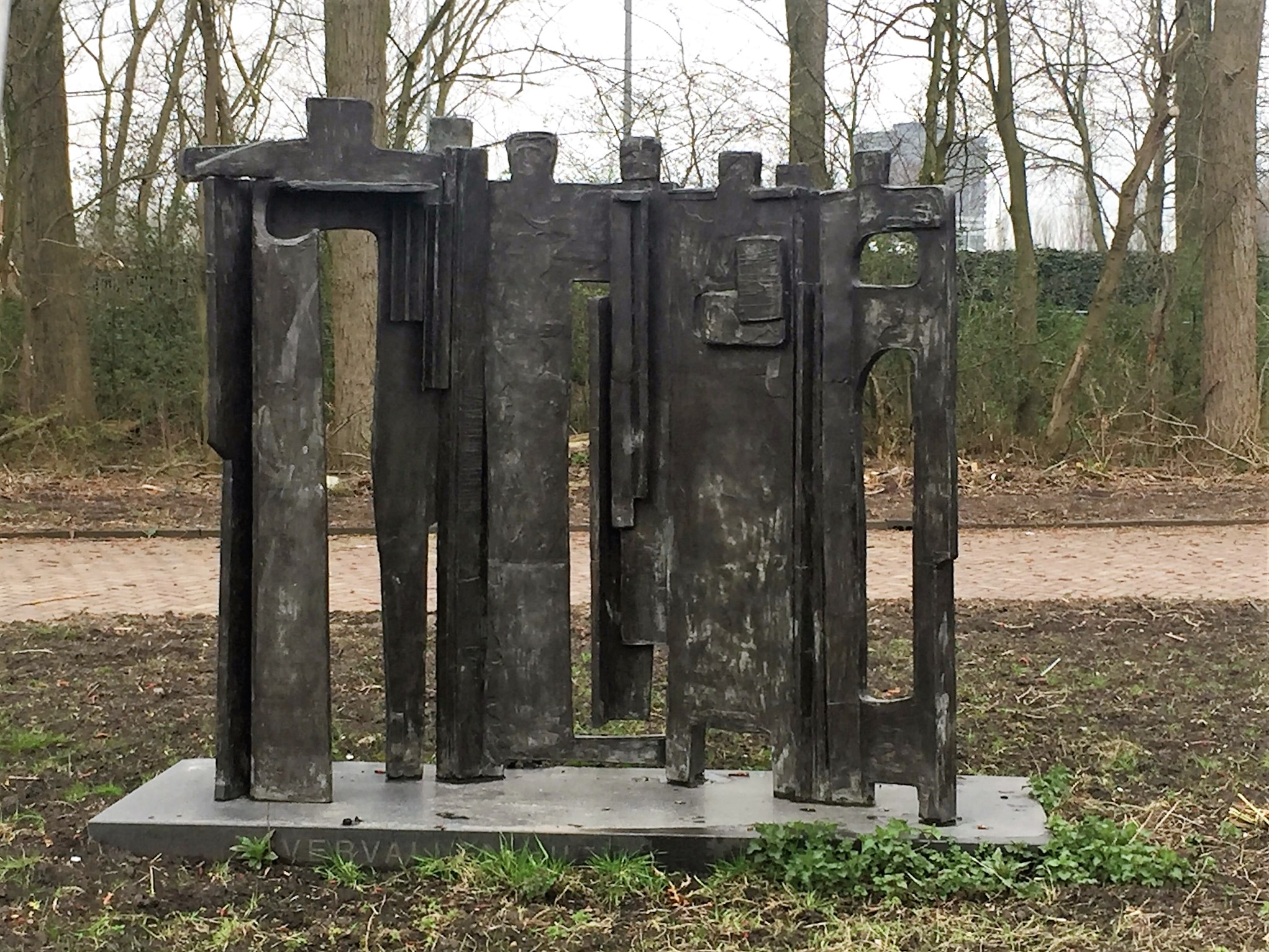
Herdenkingsmonument Overvallen, niet verslagen, t.g.v. het begin van de Tweede Wereldoorlog (2000), Den Haag
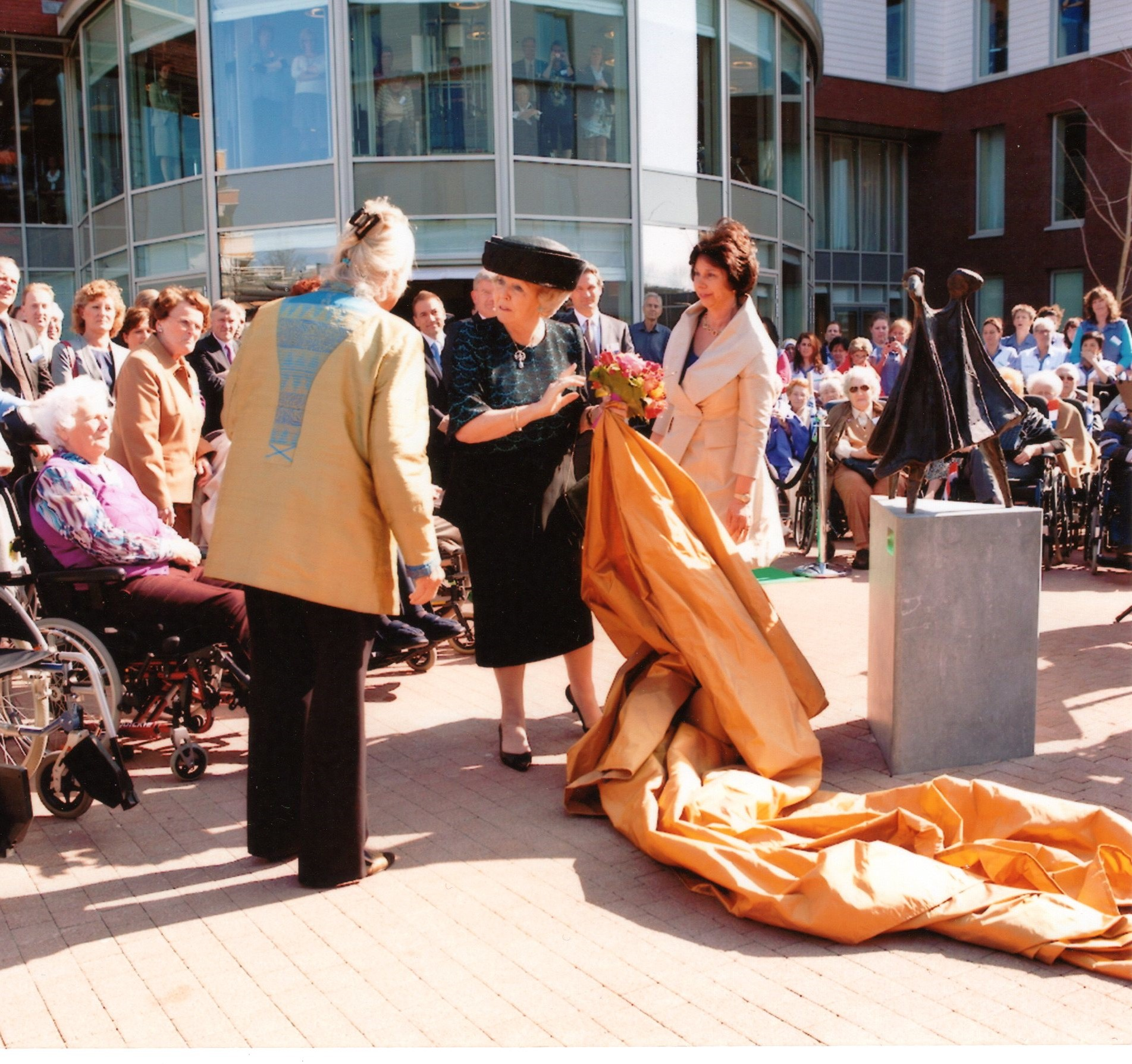
Onthulling Mantelzorgers (2012) door Prinses Beatrix t.g.v. nieuwbouw Zonnehuisgroep Amstelland, Amstelveen
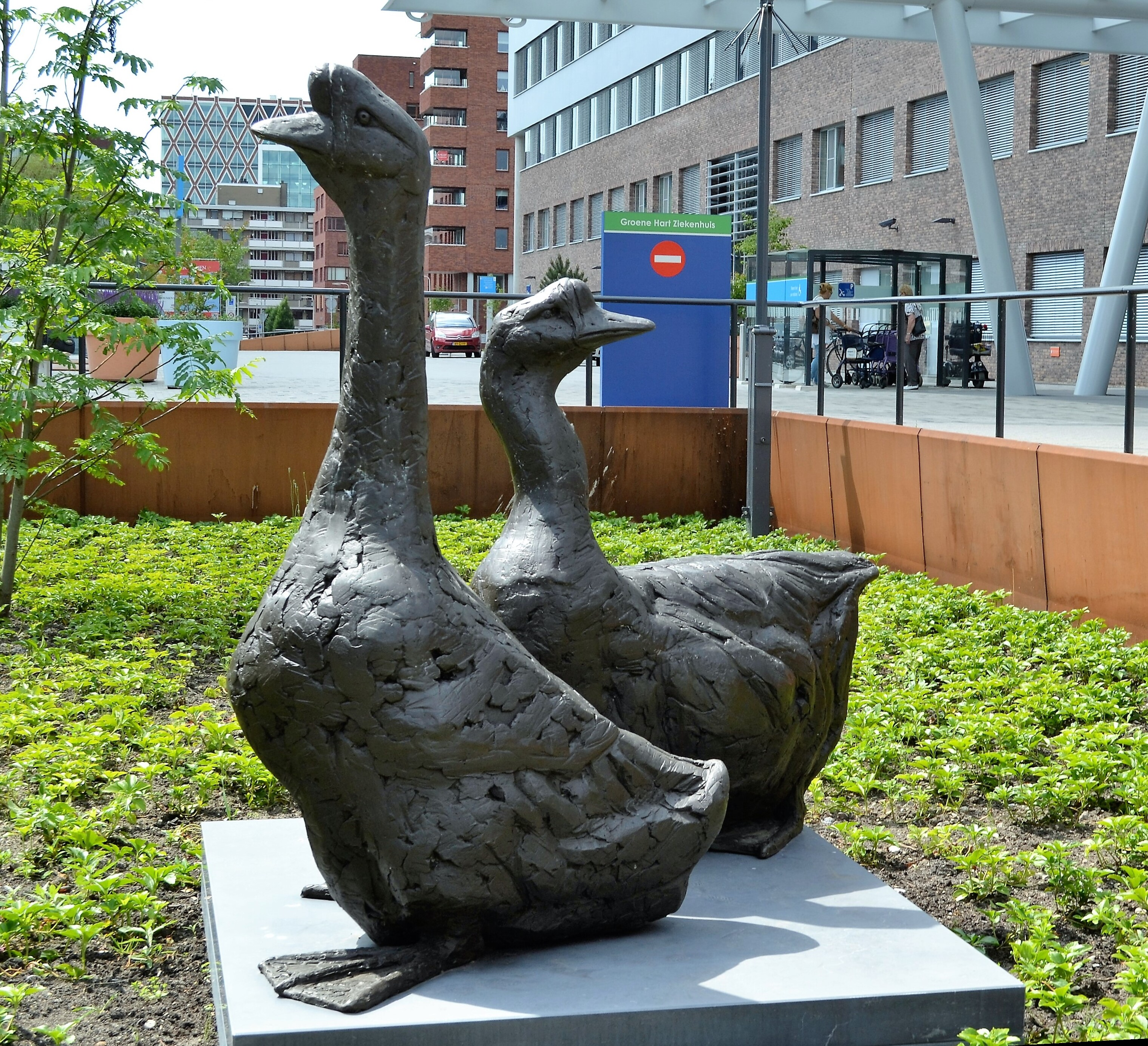
Beelden (2014) nieuwbouw Groene Hart Ziekenhuis, Gouda